# قطعنامه ۱۵۱۳ شورای امنیت
قطعنامه ۱۵۱۳ شورای امنیت سازمان ملل متحد که در تاریخ ۲۸ اکتبر ۲۰۰۳ تصویب شد، سندی بین‌المللی دربارهٔ بررسی وضعیت صحرای غربی است. این قطعنامه طی نشست ۴۸۵۰ام با ۱۵ رای موافق، ۰ مخالف و ۰ ممتنع تصویب شد.